# Sophie Calle
Sophie Calle (født 1953) er en fransk fotograf og forfatter, installations- og konceptkunstner.
Calles arbejde er kendetegnende ved vilkårlige og egenmæssige indtryk ved at bruge begrænsede områder i sin litteratur og kunst ved blandt andet at skildre den menneskelige sårbarhed ved at studere deres privatliv.
I den franske litterære bevægelse Oulipo i 1960erne, hvor Calle var tilknyttet, blev hendes identitet præget af samværet med mange af datidens kulturpersonligheder, hvilket senere gav sig udtryk i hendes kunst.
Calles fotografiske arbejde inkluderer ofte en omfattende tekst, som hun selv var ophavsmand til.
Af tidligere arbejde kan nævnes fotoværket Suite Venitienne fra 1979, hvor hun beskriver en mands rejse. Vedkommende mødte hun ved et selskab i Paris. Uden omtalte persons viden fulgte og fotograferede Calle ham på en rejse fra Paris til Venedig. Personen er kun identificeret som Henri B.
Calle har vist sine værker på flere udstillinger, blandt andet på Guggenheim Museet.